# Ракетный обстрел Украины 9 марта 2023 года
Ночью и ранним утром 9 марта 2023 года в ходе российского вторжения на Украину российские военные нанесли очередной массированный ракетный удар по объектам критической инфраструктуры Украины и поразивших городские центры. Являлся самым крупным и массированным обстрелом Украины с начала 2023 года.

## Обстрел
Ночью ВС РФ совершили массированную атаку по энергетической инфраструктуре ряда украинских городов: Киева, Харькова, Чернигова, Днепра, Луцка, Ровно, Ивано-Франковска и Тернополя. Также были нанесены удары по югу Одесской и западу Львовской областей. По информации местных властей, повреждения получили энергетические объекты в Одессе и объекты критической инфраструктуры в Харькове. 15 % объектов в Киеве превентивно отключили от электроснабжения. Обесточены некоторые участки украинских железных дорог. В нескольких районах Харькова и Одессы также отключено электричество.Такой массированный ракетный обстрел прошёл впервые с 16 февраля. Министерство обороны РФ заявило, что удары являются актом возмездия за диверсию в Брянской области, совершённую 2 марта.
Всего, по данным ВСУ, была выпущена как минимум 81 ракета и 8 дронов-камикадзе. Известно о гибели 6 человек. Также, по данным украинской стороны, были применены ракеты типа Кинжал.

## Последствия
В ходе массированного обстрела погибло 11 мирных жителей.
Ракетами были повреждены объекты генерации и распределения электроэнергии в 8 регионах.
Отмечены попадания ракет в Голосеевском районе (ТЭЦ-5) и Святошинском районе Киева.

## Реакция
- Минобороны России назвало атаку «ударом возмездия» за рейд в Брянскую область[11].
- Институт изучения войны заявил что «атака, скорее всего, служила лишь целям российской государственной пропаганды», отметив что «президент России Владимир Путин вероятно, использовал эти дефицитные ракеты в бесплодных атаках, чтобы успокоить российские провоенные и ультранационалистические сообщества»[2].
- Генеральный директор Международного агентства по атомной энергии (МАГАТЭ) Рафаэль Гросси вновь призвал к установлению запретной зоны вокруг Запорожской АЭС. На заседании совета директоров МАГАТЭ он заявил[12]:

Каждая атака [на станцию] несет определённый риск. Если мы позволим этому продолжаться, наше везение может однажды закончиться.
Оригинальный текст (англ.)Each time we are rolling a dice. And if we allow this to continue time after time then one day our luck will run out
По словам военного эксперта Олега Жданова, ВС РФ использовали комплект из различных ракет и беспилотников для того, чтобы обнаружить слабые места в ПВО Украины, и это им частично удалось.

## Вооружение
В ходе массированного ракетного обстрела было использовано:
- 28 крылатых ракет Х-101/Х-555

- 20 крылатых ракет Калибр
- 6 крылатых ракет Х-22
- 6 крылатых ракет Х-47
- 13 ракет С-300
- 8 других управляемых авиационных ракет